# ゴールドサンドイッチガラス
ゴールドサンドイッチガラスとは、二層のガラスの中に金箔を挟み込んだガラス技法である。

## 事例

### ヘレニズム時代
ヘレニズム時代の紀元前300年頃から30年頃にキャストガラス技法が開始されると、モザイクガラスやネットワークが生み出され、それらと共に製造されたと考えられている。作例としての地中海沿岸で製造されたと推定される、植物文様をあしらった「金箔入りガラスボウル」や「金箔入りガラスコップ」がある。

#### 製造方法
ここではボウル形状のものを例にとり説明する。
1. 内側のボウルと外側のボウルが隙間なく密着するように精確に大きさ・形状を決め、鋳型を用いスランピング技法[6]で作る。
2. 次に内側のボウルの外側に、アラビアガムと水を混ぜた粘着性のある液体を使い金箔を貼り付ける。場合によっては無駄な部分を削り取る。
3. 外側のボウルを元の鋳型に戻し、その上から内側のボウルを置く。その後窯の中で高温に熱し溶着させ、冷めた後に硬いもので磨いて仕上げる。

#### 発見場所
南イタリアやエジプトのアレクサンドリア、ギリシャのロドス島、フリギア王国のゴルディオン（現在のトルコ）、黒海北部沿岸のオルビア（現在のウクライナ）などである。

### ローマ帝国時代
4世紀頃のローマでは「金箔入りガラスメダリオン」や「金箔入りガラスベース」、「金箔入りガラス碑文」が製造されている。

### ビザンツ帝国時代
ビザンツ帝国時代にモザイク画に使用されるガラス製のテッセラに金箔を挟んだSmalti tileというものがあり、コンスタンティノープルの聖ソフィア聖堂で使用されている。なお現在ではGold Smaltiと呼ばれて販売されている。

### 古墳時代
日本においては藤ノ木古墳（奈良県）・新沢126号墳（奈良県）からは「金層ガラス玉」が、宮山一号墳（滋賀県）・小汐手横穴墓（島根県）・廿山南古墳（大阪府）からは「銀層ガラス玉」が発見されている。中国や韓国からも出土例はあるが製造跡が見つかっていないため、地中海のアレクサンドリアや西アジアで製造されたものがシルクロードを伝って日本に運ばれてきた可能性が指摘される。

### アッバース朝
9世紀から10世紀頃のアッバース朝下のイラクやシリアからは「金箔入りガラスボウル」や、「金箔入りガラスタイル」など発見されている。

### ファーティマ朝
9世紀から10世紀頃のファーティマ朝下では金箔と銀箔を挟んだ「金箔入りフラスコ」が発見されている。

### ザンギー朝
12世紀前半のザンギー朝下のシリアでは「金箔入りガラス瓶」が発見されている。

### チェコ
チェコ西部のボヘミアガラスの一種で18世紀（特に1730年から1755年）に製造されたen:Zwischengoldglas（英語:gold between glass）は二層のガラスを透明な樹脂で接着させるという点で製造技法が異なるが関連性が指摘される。なおモチーフとして狩猟や風景、宗教的意味合いのあるものが多い。